# ヤツメウナギのボルドー風

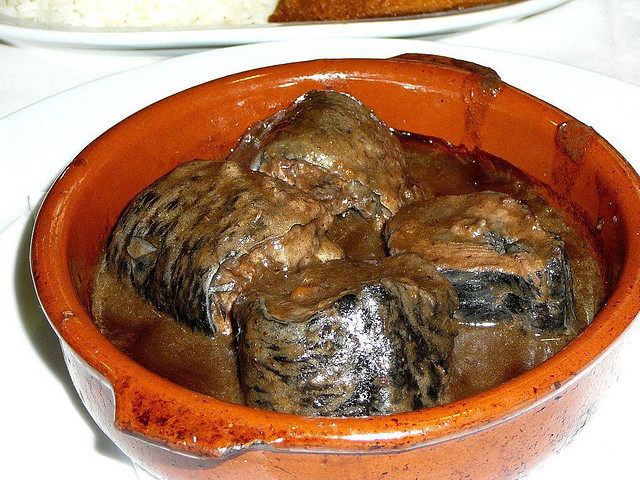
ヤツメウナギのボルドー風の例

ヤツメウナギのボルドー風（ヤツメウナギのボルドーふう）、ランプロワ・ア・ラ・ボルドレーズ（フランス語: lamproie à la bordelaise）は、フランス・アキテーヌ地方の伝統的な郷土料理。ヤツメウナギの赤ワイン煮込みである。

## 概要
毎年2月から6月になるとヤツメウナギは産卵のためにジロンド川を遡上するようになり、ボルドーではこれを漁獲する。伝統料理であるため、ボルドーの料理店では年間を通じて提供されている料理であるが、この漁獲期間以外は瓶詰や缶詰にされたものが提供される。
ソースにヤツメウナギの血液を赤ワインビネガーと混ぜたものを使うのも特徴に挙げられる。
日本では味を説明するのに「洗練されたサバの味噌煮」と表現されることもある。

## 類似料理
- アナゴのマトロット - アナゴを用いること、ソースに血液を用いないことを除けば、調理法や材料はヤツメウナギのボルドー風と同じ[1]。